# 에드미우송 고메스
에드미우송 조세 고메즈 지 모하레스(포르투갈어: Edmilson Jose Gomes de Moraes, 1976년 7월 10일 ~ )는 브라질의 전 축구선수이다. 2002년 FIFA 월드컵 때 브라질 축구 국가대표팀의 우승 멤버였으며, 코스타리카 전에 그의 유일한 A매치 골을 기록하기도 했다.